# Khi những bà nội trợ hành động
Khi những bà nội trợ hành động (tiếng Hàn: 조강지처 클럽; Romaja: Jokangjicheo Keulleob) là một phim kịch Hàn Quốc 2007 diễn viên Kim Hye-sun, Kim Hae-sook, Oh Hyun-kyung, Ahn Nae-sang, Lee Joon-hyuk và Son Hyun-joo. Kịch mỗi tuần chiếu trên SBS từ 29 tháng 9 năm 2007 đến 5 tháng 10 năm 2008 vào mỗi thứ 7 và chủ nhật lúc 21:45 cho 104 tập.

## Nội dung
Han Bok-soo (Kim Hye-sun) đã giúp chồng cô ấy học Trường y bằng nghề bán cá nhưng chồng cô ấy không thấy biết ơn vì điều đó mà thay vào đó là cái nhìn khinh. Anh trai cô ấy là Han Won-soo (Ahn Nae-sang), đã đám cưới với bạn thân của cô ấy là Na Hwa-shin (Oh Hyun-kyung), đang ngoại tình với người phụ nữ khác cô đã cố ngăn lại. Và khi cô ấy biết chồng mình, Ki-jeok (Oh Dae-gyu) đang ngoại tình với bạn gái cũ, cuối cùng cô cũng hiểu cảm giác bạn cô ấy. Mẹ cô ấy, Ahn Yang-soon (Kim Hae-sook), đã nhẫn nhục cho cuộc hôn nhân không hạnh phúc thậm chí phải bị chồng bà lừa dối (Han Jin-hee), cùng tham gia vào kế hoạch trả thù chồng của Bok-soo và Hwa-shin.

## Phân vai
- Kim Hye-sun vai Han Bok-soo
- Kim Hae-sook vai Ahn Yang-sun
- Oh Hyun-kyung vai Na Hwa-shin[2]
- Oh Dae-gyu vai Lee Ki-jeok (chồng của Bok-soo)
- Park In-hwan vai Lee Hwa-sang (Ba Ki-jeok)
- Han Jin-hee vai Han Shin-han (chồng Yang-sun)
- Ahn Nae-sang vai Han Won-soo (chồng Hwa-shin)
- Kang Yi-suk vai Chul (Won-soo và con của Hwa-shin)
- Son Hyun-joo vai Gil-eok
- Byun Jung-min vai Jung Na-mi
- Lee Mi-young vai Bok Boon-ja
- Lee Joon-hyuk vai Han Sun-soo
- Yoo Ha-na vai Choi Hyun-shil
- Kim Hee-jung vai Mo Ji-ran
- Jang Da-yoon vai Jin-joo (con gái Ji-ran)
- Kim Ha-kyun vai Mr. Kam (chồng Ji-ran)
- Lee Sang-woo vai Koo Se-joo
- Yoon Joo-hee vai Bang Hae-ja / Giám đốc Bang (công ty thời trang)
- Yoo Seung-bong vai Chairman Koo (ba Se-joo)
- Lee Il-hwa vai Cho Yong-hee (bác sĩ, bạn cũ Ki-jeok)
- On Jo vai Pan Mae-soon
- Okabe Tomoaki vai Kang Go-joo
- Yoo Hee-jung vai Hong Bo-hae
- Son Jong-bum vai Ông Jong (bạn Gil-eok)
- Noh Joo-hyun vai quận trưởng Choi (ba Hyun-shil)
- Hong Soon-chang vai Baek Won-man (giám đốc một bệnh viện nhỏ)

## Giải thưởng
2008 SBS Drama Awards
- Nam diễn viên xuất sắc nhất: Ahn Nae-sang
- Nữ diễn viên xuất sắc nhất: Kim Hye-sun
- Nữ diễn viên xuất sắc nhất: Oh Hyun-kyung
- Nữ diễn viên phụ xuất sắc nhất: Kim Hee-jung
- Top 10 Sao: Ahn Nae-sang, Oh Hyun-kyung
- Giải ngôi sao mới: Lee Joon-hyuk
- Giải ngôi sao mới: Lee Sang-woo
- Lifetime Achievement Award: Moon Young-nam

## Công chiếu quốc tế
- Loạt phim này cũng được chiếu ở Singapore trên MediaCorp Channel 8, và ở Philippines năm 2010 trên TV5.[3]
- Tại Việt Nam, phim từng được TVM Corp. mua bản quyền và phát sóng trên kênh HTV3 và Let's Viet - VTC9.